# Buzz Lightyear of Star Command: The Adventure Begins
Buzz Lightyear of Star Command: The Adventure Begins (titulada: Buzz Lightyear, Comando Estelar: La aventura comienza en Hispanoamérica, y Buzz Lightyear: La película en España) es una película infantil de Walt Disney Television Animation y Pixar estrenada el 8 de agosto de 2000, parte de la franquicia de Toy Story, aunque en versión bidimensional a diferencia de las películas anteriores. La película sirve como episodio piloto para la serie derivada del mismo nombre.

## Trama
Cuando llega la tan esperada película del héroe más querido de todos, Buzz Lightyear, todos se disponen a verla. Woody, la pone en el VHS, todo el mundo se sienta para verla. Al comenzar la película, empieza la trama central.
Buzz Lightyear y su compañero Warp Darkmatter (Warp Tinieblas en Hispanoamérica), exploran una luna donde están tres de los Hombrecitos Verdes que fueron secuestrados recientemente en el Comando Estelar y tienen la misión de rescatarlos a como de lugar, pero cuando se suben a su vehículo todoterreno para explorar más rápido, descubren que se les colaron otros tres Hombrecitos Verdes a la misión. Estos, al tener una "conexión mental" con los otros tres, y con toda la demás población de Hombrecitos Verdes, van en busca de ellos. Buzz comienza con su sermón de que todo eso es un plan diabólico de su mortal nemesis, el malvado emperador Zurg. Pero cuando Warp comienza a quejarse de que exploraron todo el cuadrante y no encontraron nada, una serpiente lunar aparece detrás, y cuando Buzz lo salva del peligro, otros cientos de serpientes lunares aparecen. Cuando creen que han acabado con todas, descubren que esas serpientes actúan como "dedos" de un monstruo que, bajo de él, está el salón de tortura de Zurg, donde se encuentran los Hombrecitos Verdes secuestrados. Por otro lado Buzz, Warp y los tres Hombrecitos Verdes llegan hasta la puerta de la entrada, donde Buzz usando su laser trata de abrirla, sin embargo descubren que la misma parece tener una aleación resistente al laser, por lo que Warp se las ingenia tocando la misma, para que uno de los sirvientes de Zurg la abra ingenuamente desde el interior y así poder entrar a la instalación, sin embargo en ese momento los tres Hombrecitos Verdes, pero Buzz les exige a estos que regresen a la nave inmediatamente pero estos se rehúsan y empiezan a sentir la tortura de sus hermanos, ante esto Warp les pregunta a estos como es posible que ellos sientan el dolor de sus hermanos telepáticamente y estos revelan que es debido a la Unimente, en eso Warp le pregunta a Buzz que es la Unimente y este ultimo le revela que se trata de una misteriosa orbita mística que reúnen a todos los Hombrecitos Verdes que únicamente esta en su planeta natal, pero Buzz también le revela que dicha información es confidencial, aclaradas sus dudas ambos guardianes espaciales se preparan para emboscar a Zurg y sus tropas.
Mientras tanto, en el salón de tortura, Zurg intenta encontrar el secreto tras la comunicación con sus otros seres, pero los Hombrecitos Verdes se niegan a revelar sus secretos y Zurg se dispone a sacarles el cerebro, mas en ese momento, Buzz Lightyear aparece. Zurg escapa mientras manda a unos robots para que se encarguen de él eliminándolo. Warp, a buena hora, llega a escena para ayudarlo. Mientras luchan, Warp y Buzz le ordenan a los Hombrecitos Verdes que escapen en la nave. Zurg activa una secuencia de autodestrucción de la edificación. Teniendo tan solo unos diez segundos restantes, Warp, que entre los escombros queda atrapado, le ordena a Buzz que se vaya. Buzz se niega, pero Warp le abre las alas para que se vaya. Sin tiempo para rescatarlo, la luna explota con Warp atrapado ahí. Más tarde, en el funeral honorífico, Buzz dice para sí que a partir de ahora, después de lo que pasó con Warp, trabajará solo para que ningún otro guardián corra peligro por él.
A la mañana siguiente, en el entrenamiento, Buzz conoce a Mira Nova, la que pronto será su compañera por asignación, a lo que Buzz se niega porque, según él, es arriesgado. El comandante Nébula intenta hacer que si va a pelear con Zurg, que vaya con ella, pero aun así Buzz se niega y se va. Más tarde, en la bahía de lanzamiento donde Booster estaba encerando el piso, se cruza con los Hombrecitos Verdes. Cuando una voz en el micrófono dice que ya pueden ingresar a la bahía de lanzamiento, lugar en el que sólo es admitido personal autorizado, Booster, quien, evidentemente, carecía del permiso, no evita demostrar ser curioso, y también entra a la bahía. Cuando un guardia lo quiere echar, interrumpe Buzz, diciendo que "sólo está limpiando porque la bahía de despegue es un asco", luego deja a Booster seguir con su trabajo y le ordena al guardia que se retire. Justo cuando el guardia abandona la escena, Buzz le menciona a Booster que ya es la tercera vez en la semana que lo atrapan en este lugar y sabe que este no puede estar ahí sin autorización, pero Booster le revela que sólo quiere convertirse en un guardián espacial como él, por lo que Buzz le menciona que no se preocupe por ello y le da su voto de confianza para que Booster apruebe el examen de admisión para ser un futuro guardián. Mientras charlan, Buzz es llamado al laboratorio, donde los Hombrecitos Verdes lo están esperando con una sorpresa: un compañero nuevo, el robot XR, fabricado por los mismos.
Zurg, en tanto, está terminando de construir una armadura para su "nuevo socio", al que Zurg bautiza como "Agente Z", cuyo nombre es despreciado, pero, convencido por los asistentes de Zurg, se lo queda. Su misión es, entonces, robar la Unimente, una esfera que funciona como nexo comunicativo con la que los Hombrecitos Verdes pueden establecer una relación mentalmente y entre sí. Los Hombrecitos Verdes reciben señales mentales de su planeta, pidiendo ayuda de Buzz Lightyear, quién sale acompañado de XR. Cuando los Hombrecitos Verdes intentan proteger la Unimente, aparecen los soldados al mando del Agente Z. Cuando los soldados intentan destruirla, los detienen Buzz y XR.
Mientras ellos deben combatir contra los refuerzos de Zurg, aparece el Agente Z. Luego de una mortal persecución, XR es destruido, la Unimente es secuestrada y Buzz recibe un disparo del Agente Z, copiándole la frase: "Eres bueno, pero yo soy mejor" y rápidamente neutraliza a Buzz, disparándole con su laser. Poco después del fracaso de la misión, Buzz pide ayuda y XR es llevado al laboratorio, donde poco a poco es reconstruido, pero debido a que la Unimente había sido secuestrada y es la fuente de su poder e inteligencia, no tienen mucha idea de como reparalo, y en lugar de ponerle armamento le colocan baratijas, las cuales no contribuyen a mucho. Mientras XR es reconstruido, Zurg se encarga de convertir la Unimente para que sea maligna. En el Comando Estelar, en la Sala de Conferencias, los guardianes discuten sobre como derrotar a Zurg. Aparece XR ya reconstruido que sugiere que la galaxia sea de Zurg de lunes a miércoles, pero que de jueves a sábado sea se ellos, y alternan los domingos, dejando en evidencia el trabajo de reparación del robot. El comandante Nébula ordena que lo saquen, y ellos se lo dan a Booster.
Luego los guardianes arreglan atacar el planeta Z con una nave individual, el Alfa 1, ya que podría obstaculizar los planes de Zurg desde adentro y entrar sin ser detectada. Pero Buzz y Mira compiten sobre quién va a ganarle a Zurg, aunque el Comandante Nébula los separa y no aprueba la misión debido principalmente a que el Alfa 1 es un prototipo. Mientras tanto, Booster usa a XR como pulidor para el piso, XR propone ir a jugar a la nave de Buzz Lightyear. Pero Mira logra deshacerse de Buzz, durmiérndolo, para poder ir ella al planeta Z.
El comandante Nébula le ordena a Buzz ir a detenerla a como de lugar, ya que según el comandante Nébula, ella es la nueva compañera, pero antes de irse, Buzz le responde al comandante en tono sarcástico que Mira no es su nueva compañera, por otro lado, XR y Booster siguen metidos de polizontes en la nave de Buzz jugando, pero justo en ese momento escuchan que alguien viene y ambos no tienen mas remedio que esconderse rápido, en ese momento Buzz llega hasta la cabina de su nave y se prepara para despegar, aunque en un principio comienza a sospechar de porque su silla este mas atrás de lo debido, por lo que primero la ajusta y luego enciende los motores para ir tras Mira. Mientras tanto, Zurg utiliza la Unimente para disparar su rayo, al que él bautizó como Mega Rayo Zurg-atómico, pero durante la prueba pronto descubren que el mismo falla rápidamente, esto porque la batería de energía con la que se alimentaba estaba colocada al revés. A pesar de este contratiempo, los secuaces de Zurg consiguen arreglar el fallo y finalmente Zurg logra dominar algunos planetas a través del artefacto que construyó y se alegra que su proyecto fuese un éxito, por otro lado, Buzz logra alcanzar a Mira y comienza a insistirle que se detenga inmediatamente, pero esta se niega, admitiendo que este plan fue idea de ella, por lo que ambos inician una breve persecución, hasta que Buzz finalmente logra anclar el Alfa 1 y comienza a forzarla para que esta entre al hangar de su nave, por lo que Mira a regañadientes se rinde y apaga los motores de la nave, momentos después Buzz reprende a Mira por su acto de insubordinación, pero rápidamente Mira le recuerda a este que también quiso hacer lo mismo, por lo que Buzz admite que el también tuvo algo de culpa y ambos hacen las paces, pero justo en ese momento escuchan un ruido adentro de la nave y ambos deciden investigar, pero al llegar a vestuario descubren que solo se trataban de Booster y XR, donde este ultimo convenció a Booster a probarse uno de los trajes de guardián espacial. Una alerta roja hace que los cuatro corran a ver que sucede: el rayo de Zurg fue disparado y se dirige a ellos. Buzz, de un manotazo, empuja una palanca que los hace moverse de la posición, haciendo el rayo se dirija al Comando Estelar.
El grupo baja al Comando Estelar a ver qué sucede. Lightyear nota una presencia, pensando que era el mismo Zurg, se percata, finalmente, de que se trataba del comandante Nébula, quien había sido poseído y comandado con órdenes bajo el rayo de Zurg, al igual que el resto de la tripulación. Cuando toda la tripulación saca sus armas para deshacerse del equipo, Buzz indica que corran a la nave. Cuando finalmente encierran a toda la tripulación, ellos aprovechan para escapar, pero los guardianes poseídos, aún de este modo, no se detienen: Mira, dentro de la nave, se percata de que una bomba había sido puesta y activada por el comandante Nébula. Tras este suceso, que alarma a la tripulación, Buzz y sus tres acompañantes salen sanos y salvos en el Alfa 1. Aprovechando que Zurg cree que Buzz y sus amigos están muertos, éste aprovecha, y aterriza seguidamente en un hangar en el planeta Z para que Mira, Booster y XR escapen mientras Buzz acaba con Zurg.
Sorpresivamente para Zurg, Buzz se le aparece justo por atrás, un movimiento que lo aventajó bastante, mas el Agente Z empuja a Lightyear, lo estrella con una casa y finalmente, contra el suelo. Dispuesto a dispararle, el Agente Z saca su pistola, cuando Buzz se mueve de la mira del proyectil y le dispara, estrellándole contra una ventana. Cuando el Agente Z se pone de pie, Buzz dispara a la ventana detrás de él, ocasionando que sea empujado por la explosión y se estrelle contra el brazo de Buzz. Cuando Buzz iba a levantarlo para apresarlo, el Agente Z se quita la máscara: era ni nadie más que Warp Darkmatter, el compañero de Buzz. Warp desmaya a Buzz de un golpe. Warp confiesa que la explosión de la luna donde murió no era real, eran efectos especiales de Zurg y que fue Warp quien se unió a Zurg, desde la academia. Cuando aparece Zurg para que sus soldados lo lleven al rayo y lo conviertan, Buzz habló por su micrófono para pedir ayuda a Mira, Booster y XR, aceptando así que los necesita. Cuando Buzz es llevado hacia el frente del rayo, XR, con sus brazos estirados y sus pies pegados al Alfa 1(conducido por Booster) lo rescatan. Buzz activa sus alas y se libera de los soldados que lo tenían atrapado.
Booster y XR debían arrestar a Warp del planeta Z mientras Mira utiliza sus poderes para hacer que Buzz atraviese la Unimente. Buzz lo logra, y logra retransformar la Unimente para revertir los efectos que había provocado Zurg. El efecto del rayo desaparece en toda la galaxia y el plan de Zurg queda arruinado. Mira no podía creer que hayan atrapado al Agente Z, y Booster le responde que no puede creer que sea el compañero muerto de Buzz que resultó no estar muerto. Más tarde, el comandante Nébula le pregunta a Buzz quién será su compañero, a lo que Buzz le contesta que ya había tomado una decisión. Al día siguiente el cuarteto se convierte en guardianes estelares y reciben una medalla. El equipo se nombra a sí mismo como "Equipo Lightyear".

## Estrenos
| País           | Estreno                          |
| -------------- | -------------------------------- |
| Estados Unidos | Martes, 8 de agosto de 2000      |
| Francia        | Jueves, 1 de febrero de 2001     |
| Japón          | Miércoles, 21 de febrero de 2001 |
| Alemania       | Jueves, 3 de mayo de 2001        |
| Brasil         | Miércoles, 15 de agosto de 2001  |

- Datos: Q1703163
- Multimedia: Buzz Lightyear of Star Command: The Adventure Begins / Q1703163